# Helmut Routschek
Helmut Routschek (* 25. September 1934 in Zarch, Tschechoslowakei; † 7. April 2016 in Heidenau) war ein deutscher Schriftsteller und Ingenieur, der für seine literarischen Werke das Pseudonym Alexander Kröger benutzte.

## Leben
Routschek war der zweite Sohn einer Bergarbeiterfamilie und wuchs in dörflicher Umgebung auf. Nach der Vertreibung 1946 aus dem Sudetenland besuchte er in Mühlhausen die Schule bis zum Abitur. Nach einem bergmännischen Vorpraktikum studierte er an der Bergakademie Freiberg von 1954 bis 1959 Markscheidewesen und Bergschadenkunde, war danach dort Assistent und promovierte zum Dr.-Ing.
Nach der zweijährigen Probezeit in verschiedenen Bergbaubetrieben erhielt er 1964 die Konzession als Markscheider und arbeitete in diesem Beruf im VEB Gaskombinat Schwarze Pumpe, Tagebau Spreetal. Nach einem postgradualen Zusatzstudium zum Ingenieur für Datenverarbeitung arbeitete er im Unternehmen als Experte für Automatisierung und Untergrundgasspeicherung und war mit Forschungs- und Produktionsaufgaben an der Universität, in der Energiewirtschaft und im Umweltschutz leitend tätig. 
Routschek war Mitglied der National-Demokratischen Partei Deutschlands und gehörte von 1972 bis 1982 dem Hauptausschuss der NDPD an. Er war zuletzt Mitglied des Sekretariats des Bezirksvorstandes Cottbus der NDPD. Von Juli 1981 bis 1990 war er Abgeordneter des Bezirkstages Cottbus und gleichzeitig Stellvertreter des Vorsitzenden des Rates des Bezirkes für Wohnungspolitik und Wohnungswirtschaft (Nachfolger von Günter Batke). Routschek wurde 1980 mit dem Vaterländischen Verdienstorden in Bronze ausgezeichnet.
1990 wurde er in die Bauabteilung für Bundesbauten der Oberfinanzdirektion Brandenburg übernommen. Zahlreiche Fachbeiträge und ein Sachbuch entstanden in dieser Zeit und erschienen unter seinem bürgerlichen Namen, außerdem hielt er mehrere Patente.
Kröger war ehrenamtlich Mitglied im Vorstand des Landesverbandes Brandenburg im Verband deutscher Schriftsteller (Teil der ver.di) und Mitglied des Friedrich-Bödecker-Kreises.
Alexander Kröger gehörte nicht nur in der DDR zu den beliebtesten und meistgelesenen deutschen Schriftstellern wissenschaftlich-phantastischer Literatur. Seit 1969 entstanden 33 Romane (einschließlich überarbeitete Neuauflagen) und ein Kurzgeschichtenband für Leser ab 15 Jahren, die in sechs Sprachen und einer Auflagenhöhe von 1,65 Millionen Exemplaren vorliegen. Nach 1990 fand sich für ihn kein Verlag. Daher gründete er mit seiner Frau Susanne Routschek den KRÖGER-Vertrieb, um bis 2008 seine Werke in Eigenregie herauszugeben. In Krögers Grüner Reihe erschienen weitere 14 Romane (einschl. 5 überarbeitete Neuauflagen) und ein Geschichtenband in einer Gesamtauflagenhöhe von 40.000 Exemplaren. 2008 hat der Projekte-Verlag Cornelius in Halle (Saale) eine Gesamtausgabe aller Romane Krögers in überarbeiteter Neuauflage veröffentlicht, die aber wegen der Insolvenz des Verlages nicht abgeschlossen werden konnte.
Unter seinem bürgerlichen Namen erschien das Sachbuch Das Sudelfass, eine gewöhnliche Stasiakte. Es ist Routscheks eigene Akte komplett in Faksimile, mit autobiografischem Begleittext.
Helmut Routschek war seit 1956 mit seiner ehemaligen Mitschülerin Susanne verheiratet und hat mit ihr einen Sohn und eine Tochter. Er starb im Alter von 81 Jahren.

## Werke
- Sieben fielen vom Himmel, 1969
- Antarktis 2020, 1973
- Expedition Mikro, 1976
- Die Kristallwelt der Robina Crux, 1977 (überarbeitete Neufassung unter dem Titel Robina Crux, 2004)
- Die Marsfrau, 1980 (Neuausgabe 2003)
- Das Kosmodrom im Krater Bond, 1981
- Energie für Centaur, 1983
- Der Geist des Nasreddin Effendi, 1984 (überarbeitete Neufassung unter dem Titel Der Geist des Nasreddin, 2001)
- Souvenir vom Atair, 1985 (überarbeitete Neufassung zusammen mit Andere unter dem Titel Fundsache Venus, 1998)
- Die Engel in den grünen Kugeln, 1986 (überarbeitete Neufassung unter dem Titel Falsche Brüder, 2000)
- Der Untergang der Telesalt, 1989 (überarbeitete Neufassung unter dem Titel Die Telesaltmission, 2002)
- Andere, 1990 (überarbeitete Neufassung zusammen mit Souvenir vom Atair unter dem Titel Fundsache Venus, 1998)
- Vermißt am Rio Tefé, 1995
- Das Sudelfaß – eine gewöhnliche Stasiakte, 1996
- Die Mücke Julia, 1996 (überarbeitete und erweiterte Fassung von 2011)
- Mimikry, 1996
- Das zweite Leben, 1998
- Saat des Himmels, 2000
- Der erste Versuch, 2001
- Chimären, 2002
- Begegnung im Schatten, 2003
- Robinas Stunde null, 2004
- Nimmerwiederkehr, 2009
- Ego-Episoden des Alexander Kröger. Wahres, heiter und besinnlich, 2012

Überarbeitete Neuauflagen im Projekte-Verlag Halle:
- Centauren-Trilogie: Sieben fielen vom Himmel, Das Kosmodrom im Krater Bond, Energie für Centaur (2008–2009)
- Antarktis 2020, 2009
- Nimmerwiederkehr, 2009
- Expedition Mikro, 2010
- Mimikry, 2010
- Vermisst am Rio Tefé, 2010
- Das zweite Leben, 2011
- Der erste Versuch, 2011
- Die Mücke Julia, 2011
- Saat des Himmels, 2011
- Begegnung im Schatten, 2012
- Fundsache Venus, 2012
- Der Geist des Nasreddin, 2013
- Die Telesaltmission, 2013
- Falsche Brüder, 2014